# Paladins du Centenaire

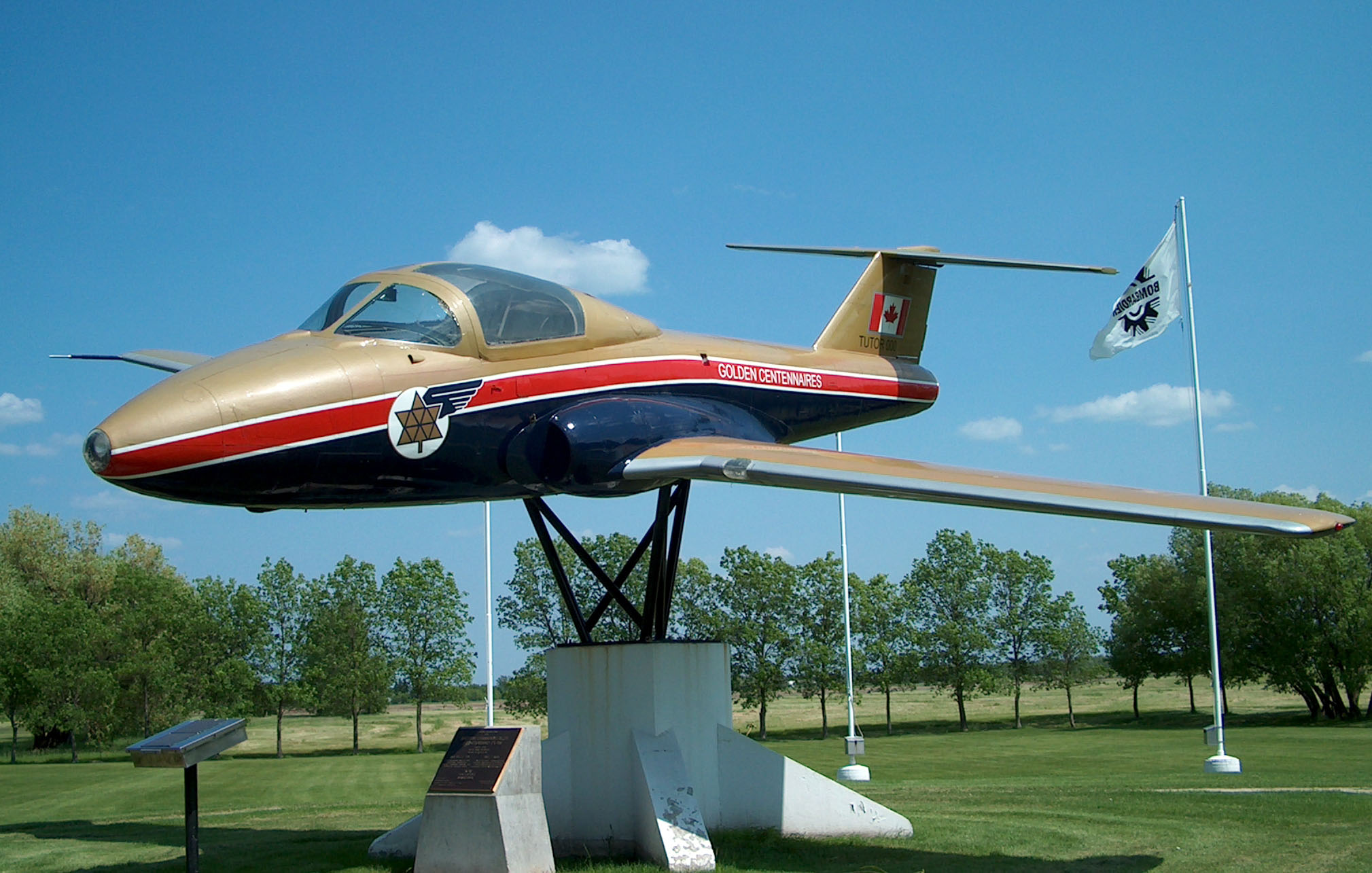
Un Tutor des Paladins du Centenaire, exposé au Southport Aerospace Centre, à Portage la Prairie, dans le Manitoba.

Les Paladins du Centenaire sont une patrouille acrobatique de l'Aviation royale du Canada active en 1967, date du centième anniversaire du Canada. La patrouille, composée de Canadair CL-41 Tutor de couleur dorée et bleue, est mise sur pied en 1966. Elle effectue 100 démonstrations à travers tout le Canada, ainsi que sept spectacles supplémentaires aux États-Unis, avant d'être démantelée l'année suivante.